# Aerosol Can
«Aerosol Can» — песня, написанная американской электронной музыкальной группой Major Lazer и американским продюсером Фарреллом Уильямсом. Песня была выпущена в виде сингла 14 февраля 2014 года, а также в мини-альбоме Apocalypse Soon от Major Lazer в 2014 году. Сингл вошёл в топ-40 хит-парада Австралии, достигнув максимума на позиции № 37.
Конкурс ремиксов был проведён в апреле, в котором победитель был объявлен в конеце мая.

## Чарт
| Чарт (2014)                       | Пиковая позиция |
| --------------------------------- | --------------- |
| Австралия (ARIA)                  | 37              |
| Бельгия (Ultratip Flanders)       | 32              |
| Belgium Urban (Ultratop Flanders) | 19              |